# Lever Wald
Der Lever Wald ist ein Waldgebiet in der Gemeinde Stemwede im Kreis Minden-Lübbecke. Mit rund 550 Hektar Waldfläche ist er (nach dem Bergwald des Stemweder Berges) der zweitgrößte Wald der Gemeinde. Der Lever Wald liegt relativ zentral innerhalb der Gemeinde Stemwede, im Wesentlichen im Bereich der Ortsteile Twiehausen und Niedermehnen, gleichwohl liegen unmittelbar in seiner Nähe keine größeren Ortschaften. Das namensgebende Levern liegt rund 3,5 km südwestlich des Waldrandes, genauso weit wie das Dorf Wehdem Richtung Nordwesten.
Der Lever Wald bildet zusammen mit dem Espelkamper Wäldern (Kleihügel, Gabelhorst), dem Osterwald, der Pohlschen Heide, dem Mindener Wald und dem Heisterholz einen zwar nicht komplett geschlossenen, doch signifikanten Waldgürtel, der das nördliche Minden-Lübbecker Land im Zuge der Landstraße L770 auf einer Länge von 31 Kilometern durchzieht und im Schaumburger Wald seine Fortsetzung findet.
Die östliche Grenze des Lever Waldes bildet der Twiehauser Bach, ein rund zehn Kilometer langes Nebengewässer des Großen Dieckflusses.

## Fauna
In den Grabensystemen, die den Lever Wald durchqueren, konnten die Libellenarten Helm-Azurjungfer sowie Vogel-Azurjungfer nachgewiesen werden. Im Falle der Vogel-Azurjungfer handelt es sich neben dem ebenfalls im Kreisgebiet befindlichen Mehner Bruch um das einzige Vorkommen in Nordrhein-Westfalen.